# Opharus nigrocinctus
Opharus nigrocinctus là một loài bướm đêm thuộc phân họ Arctiinae, họ Erebidae.